# 日根野もすたり
日根野 もすたり（ひねの もすたり、1973年4月8日 - ）は、日本の漫画家。岡山県出身。主に成人向け漫画を発表している。代表作に『幼艶百物語』、『制服偏愛』などがある。ふたなりや男の娘をテーマにした描写を得意とする。旧ペンネームは「ひねもすのたり」。

## 概要
『月刊アフタヌーン』への持ち込みをきっかけに、あさりよしとおに師事する。その後、2001年に『COMIC桃姫』にて『博士の異常な欲情』でデビューし、商業誌、同人誌などで活躍する。

## 作品リスト

### 連載
- 『オンナノコときどきオトコノコ』 （一迅社『わぁい!』vol.1 - 7）

### 単行本
1. 『艶色百物語』 2003年9月5日初版発行（2003年7月発売）、富士美出版〈富士美コミックス〉、ISBN 4-89421-538-1
  - 『幼艶百物語』 2007年9月発売、蒼竜社〈プラザCOMIX〉、ISBN 978-4-88386-335-8 - 上記、富士美出版の新装版。
2. 『制服偏愛』 2005年5月発売、富士美出版〈富士美コミックス〉、ISBN 4-89421-629-9
3. 『Read Me!』 2007年8月25日発行[4]、茜新社〈TENMA COMICS〉、ISBN 978-4-87182-940-3
4. 『ふたなりびっち』 2011年3月25日発売[5]、茜新社〈TENMA COMICS〉、ISBN 978-4-86349-213-4
5. 『オンナノコときどきオトコノコ』 2012年4月20日発売[6]、一迅社〈わぁい!コミックス〉、ISBN 978-4-75801-255-3
6. 『メス化ふぇす』 2014年7月10日初版発行（2014年5月29日発売）、マイウェイ出版〈マイウェイコミックス〉、ISBN 978-4-86511-186-6

### 単行本未収録作品
- COMIC RIN（茜新社）
  - Grow up!（2007年7月号）[7]
  - きまぐれランチ メイドさん風（2007年12月号）[7]
  - モノノケハイツ（2008年4、8、10、2009年1、3、7月号）[8][9]
  - アウトナンバー（2010年2月号）[10]
- チャンピオンRED いちご（秋田書店）
  - あきばけ〜秋葉原化物草紙（Vol.1、2）[11][12]
- COMIC夢幻転生（ティーアイネット）
  - BODY-SWAPPING 1-2（2017年11月号、2018年2月号）

### イラスト
- 表紙イラスト
  - 『オンナノコになりたい!』 （2007年8月24日発売[13]、著：三葉、一迅社） - 女装指南書。
  - 『オンナノコになりたい! コスプレ編』 （2008年4月18日発売[14]、著：三葉、一迅社）
  - 『身体も心もボクのもの 〜はじめてのSMガイド〜』 （2009年5月18日発売[15]、著：三葉、一迅社）
  - 『er! えれくちおん!』 （2010年1月26日、三和出版） - オトコノコ専門アンソロジーコミック。
  - 『身体も心もボクのもの はじめてのSMガイド2』 （2013年11月27日発売[16]、著：三葉、一迅社）